# Коремера
Коремера — деревня в Боровичском муниципальном районе Новгородской области, относится к Сушанскому сельскому поселению.
Деревня расположена на правом берегу реки Мста в устье Юринки, в километре к северу от посёлков Первое Мая и Волгино, в 2,5 км к западу от посёлка Шахтёрский. На противоположном берегу Мсты — деревня Бутырки. Административный центр района — город Боровичи в 8 км юго-восточнее.

## История
В Бежецкой пятине Новгородской земли деревня относилась к погосту Волок Дершков, в 1564 году упоминается, как Керемера. В Новгородской губернии Коремера относились к Хоромской волости Боровичского уезда. В 1885 году упоминается как Каремера, а в документа начиная с 1911 года современное название — Коремера.

## Транспорт
Есть автодорога в посёлок Первое Мая. Поблизости, в Волгино проходит автотрасса Боровичи — Любытино — Спасская Полисть. Ближайшая железнодорожная станция в находится в Боровичах.